# Music Maker (Label)
Musik Maker ist ein US-amerikanisches Blueslabel, das von der Music Maker Relief Foundation  gegründet wurde, um ältere Bluesmusiker, die aus der musikalischen Tradition des Südens kommen, zu unterstützen.

## Methoden
- Das Musical Development Program hilft bei der Veröffentlichung von Alben
- Das Cultural Access Program organisiert Tourneen, um die Teilnehmer bekannt zu machen
- Das Life Sustenance Program hilft Musikern durch Nahrungsmittel und medizinische Versorgung
- Der New Orleans Musicians Fund hilft Musikern bei der Rückkehr nach New Orleans nach dem Hurrikan Katharina.

## Diskographie
- 1977: This Stuff Just Kills Me Jerry McCain with John Primer and Johnnie Johnson
- 1999: Railroad Bill Etta Baker
- 2001: Unplugged Jerry McCain
- 2002: Songs from the Roots of America (I & II)
- 2003: Guitar Heaven Cool John Ferguson (MM34)
- 2003: Boogie is My Name Jerry McCain (MM34)
- 2004: High Steppin' Momma Clyde Langford (MM45)
- 2004: Follow Your Heart's Desire Pura Fé (MM48)
- 2004: Musicmakers with Taj Mahal (MM49)
- 2004: Etta Baker with Taj Mahal (MM50)
- 2005: The Last & Lost Blues Survivors (Dixiefrog)
- 2005: Drinkhouse Macavine Hayes (MM53)
- 2005: Carolina Breakdown Etta Baker with Cora Phillips (MM56)
- 2005: One Man Band by Adolphus Bell (MM58)
- 2006: Treasure Box (MM61-62-63)
- 2006: John Dee Holeman & The Waifs Band (MM68)
- 2006: Drink House to Church House Vol.1 mit einer DVD mit John Dee Holeman, Captain Luke, Cool John Ferguson, Macavine Hayes, Alabama Slim und anderen
- 2006: Rainy Day George Higgs (MM77)
- 2007: Back in Business Beverly Watkins